# Ducato di Opole
Il ducato di Opole (in polacco: Księstwo Opolskie, in ceco: Opolské knížectví, in tedesco: Herzogtum Oppeln) era uno dei ducati della Slesia governati dalla dinastia Piast, la cui capitale era Opole (in tedesco Oppeln) nell'Alta Slesia.

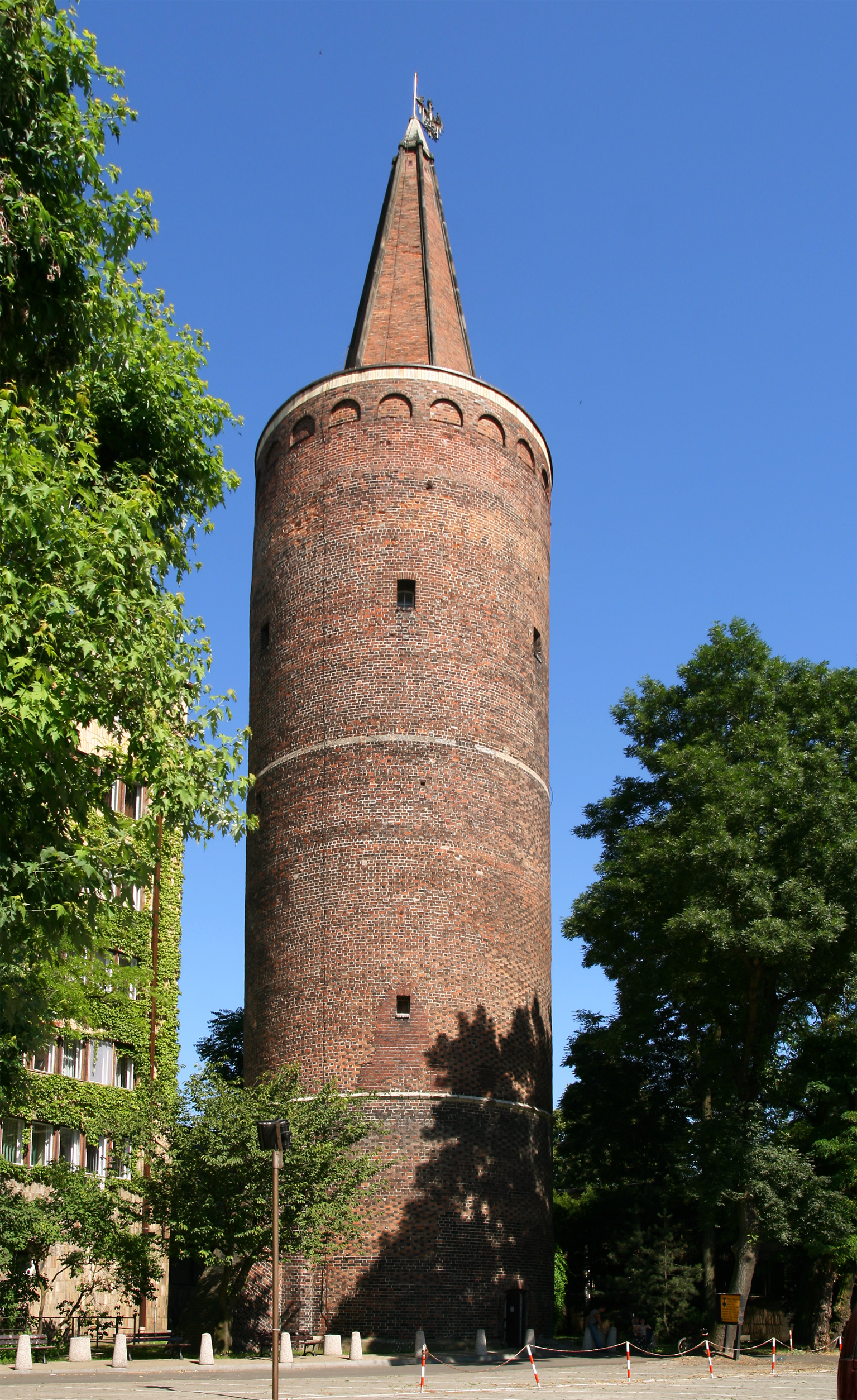
La torre Piast chiamata Strażnica (costruita intorno al 1300) nel centro storico di Opole

## Storia
Il duca Boleslao III Boccastorta - Bolesław III Krzywousty (che morì feudatario dell'imperatore tedesco) aveva in una certa misura ripristinato il patrimonio polacco ma dopo aver sopportato una lotta interna tremenda, decretò nel suo testamento che il "regno" sarebbe stato diviso in quattro principati ereditari per ciascuno dei suoi quattro figli, in una sorta di "federazione di famiglia". Uno divenne duca della Grande Polonia (area intorno a Gniezno), un altro di Slesia, un altro di Cracovia, un altro, in parte pagano, di Masovia. La crescente forza dei magnati locali, con numerose proprietà, preferivano principi provinciali, ma le divisioni tra questi principi provocò un lungo periodo di lotte dinastiche, intrighi e debolezza della nazione. A quel tempo la Slesia, sotto una forte influenza tedesca, era stata divisa in sedici minuscoli principati e infine annessa dalla Boemia. Seguirono guerre civili che incoraggiarono l'intervento straniero. Boleslao IV (1146–73) si sottomise (1157) come vassallo dell'imperatore tedesco, Federico Barbarossa, e i duchi Piast in Slesia infine crebbero totalmente germanizzati. Le dispute, tuttavia, continuarono.
Il duca Boleslao I il Lungo e suo fratello minore Miecislao I Gambe Storte(Mieszko IV Plątonogi) divisero tra di loro il territorio nei ducati di Breslavia e Racibórz. Boleslao originariamente aveva l'intenzione lasciare il ducato di Breslavia nel suo complesso al figlio nato dal suo secondo matrimonio, Enrico I il Barbuto, che causò la protesta del figlio maggiore Iaroslao. Dopo una disputa a lungo termine nel 1172 il ducato di Opole fu formato con Iaroslao che divenne il primo duca. A sua volta fu costretto a una carriera ecclesiastica e divenne vescovo di Breslavia nel 1198.
Quando il duca Iaroslao morì nel 1201, le terre di Opole ritornarono la padre Boleslao ancora vivente e furono per breve tempo incorporate al ducato di Breslavia. Boleslao stesso, tuttavia, morì poco dopo e nel 1202 Opole fu occupata dal fratello, il duca Miecislao I Gambe Storte di Racibórz, che lo unì con il suo ducato creando il ducato di Opole e Racibórz.
Dopo la morte del nipote del duca Miecislao, il duca Ladislao di Opole nel 1281, i suoi figli divisero ancora il ducato di Opole e Racibórz e il ducato di Opole fu ricreato per Casimiro e suo fratello Bolko I, contemporaneamente alla costituzione dei ducati di Cziesyn e Bytom sull'ex territorio di Racibórz. Nel 1327 il re Giovanni il Cieco di Boemia riaffermò la sua influenza sul ducato di Opole nel tentativo di stabilizzare la situazione.
Il ducato subì altri cambiamenti territoriali, diventando sempre più piccolo fino alla metà del XV secolo, quando avrebbe ripreso a espandersi, con la conseguente ricreazione del ducato di Opole e Racibórz sotto il duca Giovanni II il Buono nel 1521. Giovanni tuttavia morì senza prole nel 1532 e la linea Opole dei Piast si estinse, dopodiché Opole e Racibórz come feudi tornarono alla sovranità della corona boema. Sarebbe quindi passata al margravio di Giorgio di Brandeburgo-Ansbach del casato di Hohenzollern, che aveva firmato il suo trattato di eredità con il duca Giovanni nel 1522 con il consenso del re di Boemia Ferdinando I d'Asburgo. Tra il 1645 e il 1666 Opole fu feudo della casata polacca di Vasa, per tornare ai re di Boemia degli Asburgo. Nel 1742 fu annessa e incorporata nel regno di Prussia.

## Duchi di Opole

### Dinastia Piast

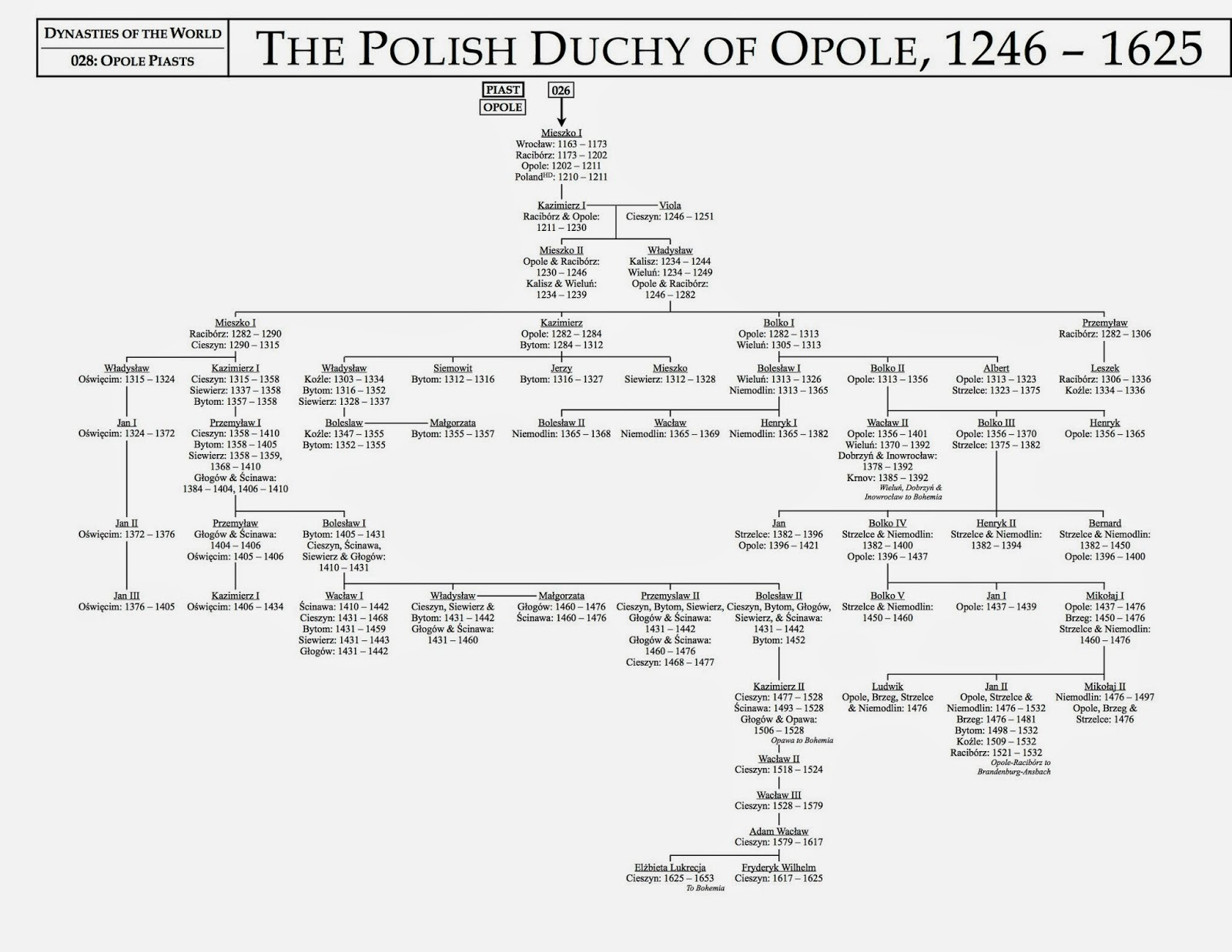

- 1163-1173 Boleslao I il Lungo (Bolesław Wysoki), duca di Slesia a Breslavia
  - 1173-1201 Iaroslao (Jarosław Opolski), figlio, primo duca di Opole
- 1201 Boleslao I il Lungo, ancora
- 1201-1202 Enrico I il Barbuto (Henryk I Brodaty), figlio di Bolesław, cedette Opole a suo zio
- 1202-1211 Miecislao I Gambe Storte (Mieszko I Plątonogi / Miecislao IV di Polonia), duca di Racibórz
- 1211-1230 Casimir I (Kazimierz I), figlio
- 1230-1246 Miecislao II il Grasso (Mieszko II Otyły), figlio, seguito da suo fratello
  - 1246-1281 Ladislao di Opole (Władysław I o Władysław Opolski)
- 1281-1313 Bolko I, figlio di Ladislao
- 1313-1356 Bolko II, figlio, insieme con suo fratello
  - 1313-1323 Albert
- 1356-1401 Ladislao II (Władysław Opolczyk), figlio di Bolko II, insieme con suo fratello
  - 1356-1370 Bolko III e
  - 1356-1365 Enrico
- 1396-1437 Bolko IV, figlio di Bolko III, insieme con suo fratello
  - 1396-1400 Bernard
- 1437-1476 Nicola I (Mikołaj I), figlio di Bolko IV, insieme con suo fratello
  - 1437-1439 Giovanni I (Jan I)
- 1476-1532 Giovanni II il Buono (Jan II Dobry), figlio di Nicola I, insieme con suo fratello
  - 1476 Luigi e
  - 1476 Nicola II (Mikołaj II)

### Dinastie varie
- 1532-1543 possesso di Brandeburgo
- 1543-1549 Giorgio Federico di Brandeburgo-Ansbach (Jerzy Fryderyk Brandenburski)
- 1549-1551 Ferdinando I d'Asburgo (Ferdynand Austriacki)
- 1551-1556 Isabella e Giovanni Sigismondo Zápolya (Izabela e Zygmunt Zapolya)
- 1556-1558 Giorgio Federico di Brandeburgo-Ansbach (Jerzy Fryderyk Brandenburski)
- dal 1558 possesso della casa degli Asburgo come Re di Boemia, a volte governati da duchi di altre dinastie

### Principi di Transilvania
- 1597-1598 Sigismondo Báthory  (Zygmunt Batory, Báthory Zsigmond) - Nipote di re polacco
- 1622-1625 Gabriele Bethlen (Gabriel Bethlen)

### Casata dei Vasa
- 1645-1648 Ladislao IV di Polonia (Władysław IV Wasa) - Re di Polonia
- 1648-1655 Carlo Ferdinando Vasa (Karol Ferdynand Waza)
- 1655-1666 Giovanni II di Polonia (Jan Kazimierz Waza) - Re di Polonia

### Casata degli Asburgo
- 1666-1742 possesso della casa degli Asburgo come Re di Boemia